# Jaluiticola
Jaluiticola Roewer, 1944 è un genere di ragni appartenente alla famiglia Salticidae.

## Distribuzione
L'unica specie oggi nota di questo genere è stata rinvenuta nelle Isole Marshall, in Oceania.

## Tassonomia
A dicembre 2010, si compone di una specie:
- Jaluiticola hesslei Roewer, 1944[2] — Isole Marshall